# Robert Hichens
Pour les articles homonymes, voir Hichens.
Robert Hichens (16 septembre 1882 - 23 septembre 1940) est un marin britannique. Après avoir servi comme quartier-maître sur plusieurs navires de l'Union-Castle Line et de la British India Line, il s'engage au même poste à bord du Titanic de la White Star Line, en avril 1912. Le 14 avril vers 23 h 40, il tient la barre au moment où le paquebot heurte un iceberg et commence à faire naufrage.
Son comportement durant la catastrophe le rend célèbre. Chargé du canot no 6, il s'illustre par son manque de bonne volonté. D'après les témoins, il refuse en effet de ramer et insulte à plusieurs reprises les femmes se trouvant à bord du canot. Son accrochage avec Margaret Brown, qui désirait retourner chercher d'autres naufragés, entre dans la légende, et apparaît, souvent de façon exagérée ou romancée, dans plusieurs films et livres sur le drame.
Par la suite, Hichens voit sa carrière maritime fortement compromise. Sa vie postérieure reste obscure : si certains disent qu'il est devenu maître de port en Afrique du Sud, d'autres mettent en doute le fait même qu'il soit allé dans ce pays. En 1933, couvert de dettes et désespéré, il est arrêté pour tentative de meurtre et emprisonné. Il meurt en 1940. Bien des années après sa mort, en 2010, une polémique éclate lorsque la petite fille du deuxième officier du Titanic Charles Lightoller l'accuse d'être responsable du naufrage à la suite d'une erreur de navigation. Cette théorie se révèle cependant totalement erronée.

## Biographie

### Jeunesse et premiers navires
Robert Hichens naît le 16 septembre 1882 à Newlyn dans les Cornouailles. Il est le fils aîné de Philip et Rebbeca Hichens, qui ont après lui huit autres enfants. Sa jeunesse est peu connue, mais le recensement de 1901 indique qu'il est à l'époque pêcheur. Lorsqu'il se marie en 1906 avec Florence Mortimore, il est indiqué qu'il est marin qualifié sur son certificat de mariage.
Dans les années qui suivent, il sert comme quartier-maître sur plusieurs navires desservant des lignes différentes. Il travaille ainsi pour l'Union-Castle Line, qui dessert notamment l'Afrique du Sud, et pour la British India Line. Il sert également dans le cadre d'un transport de troupes entre le Royaume-Uni et Bombay. Lors de la commission d'enquête américaine sur le naufrage du Titanic, Hichens mentionne d'autres endroits où il a navigué, et rencontré des glaces : « en Norvège et en Suède, à Saint-Pétersbourg et sur le Danube. »

### Le naufrage duTitanic

#### Quartier-maître du paquebot

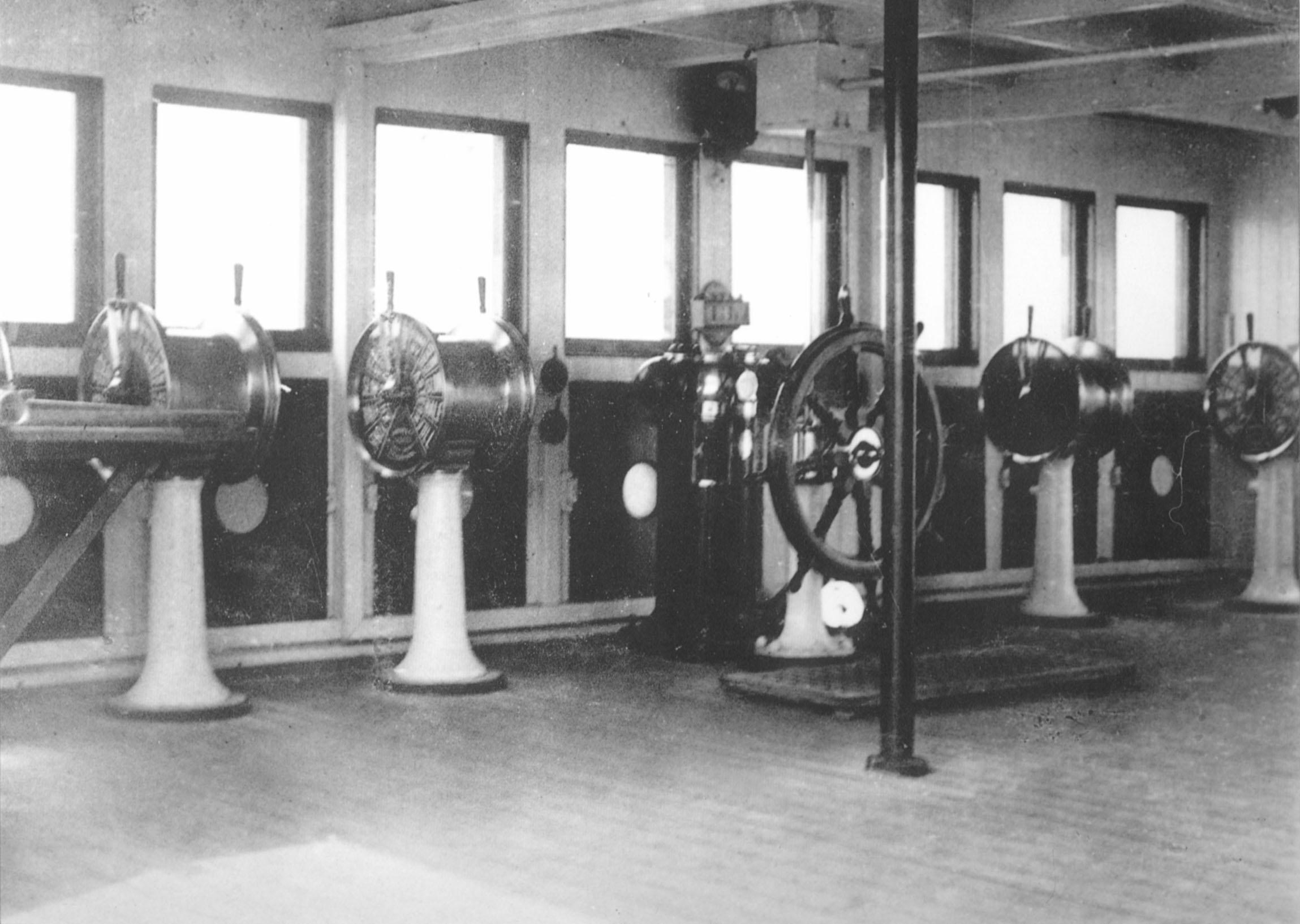
La passerelle de l’Olympic, jumeau du Titanic ; semblable à celle où travaille Hichens durant la traversée.

En avril 1912, Hichens s'engage auprès de la White Star Line pour sa première traversée de l'Atlantique nord, et devient l'un des sept quartiers-maîtres au sein de l'équipage du Titanic. Le navire quitte Southampton le 10 avril. Le 14 à 22 heures, Hichens prend son quart sur la passerelle de navigation, sous la direction du premier officier Murdoch et des officiers « junior » Boxhall et Moody. À 23 h 40, trois coups de cloche retentissent, et le téléphone de la passerelle sonne : le veilleur Frederick Fleet vient de repérer un iceberg droit devant. Murdoch, qui a lui-même repéré la glace, donne l'ordre de mettre la barre « à tribord toute ». Hichens s'exécute, et le navire vire sur bâbord. Afin d'éviter, une fois l'obstacle dépassé, que l'arrière du navire ne racle contre la glace, l'officier donne ensuite l'ordre de virer dans la direction inverse pour écarter la poupe. Cependant, l'iceberg touche le flanc tribord du navire, le condamnant.
Tandis que le commandant Edward Smith fait évaluer les dégâts, Hichens reste à la barre et termine son quart. Vers minuit 20, alors que le quartier-maître Walter Perkins vient prendre la relève, un officier entre dans la timonerie et leur dit « Laissez tomber la barre, sortez les canots ». Hichens part alors s'occuper des canots du côté bâbord du navire. Il est finalement chargé par Charles Lightoller de diriger le canot no 6, à bord duquel un autre marin l'accompagne, le veilleur Frederick Fleet. Une vingtaine de femmes et enfants se trouvent à bord, notamment Margaret Brown, ainsi qu'un « jeune Italien » à qui le commandant aurait lui-même ordonné d'embarquer. Alors que le canot descend, ses occupants signalent qu'il y a trop peu de marins à bord pour le diriger. Aucun ne se trouvant dans les environs, c'est finalement le major Peuchen, passager canadien adepte de yachting, qui vient s'ajouter.

#### À bord du canotno6

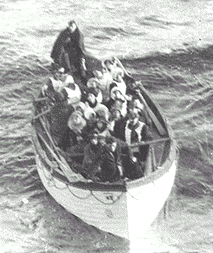
Le canot no 6 approche du Carpathia. Robert Hichens, au fond, tient la barre.

C'est le comportement d'Hichens à bord du canot no 6 qui contribue à le rendre célèbre. L'homme se comporte en effet, d'après les témoignages de ses compagnons d'infortune, comme le seul maître à bord, prend la barre et refuse de ramer. Lorsque les femmes demandent à revenir sur les lieux du naufrage pour récupérer plus de personnes à bord de leur canot à moitié vide, Hichens s'y oppose catégoriquement, refusant de risquer la vie des occupants de l'embarcation,. Dans son ouvrage Le « Titanic » ne répond plus, Gérard Piouffre explique cependant qu'il faut relativiser ce récit unanime des occupants : la grande vingtaine de personnes à bord du canot aurait pu sans grandes difficultés forcer Hichens à faire demi-tour malgré son opposition, si tous l'avaient véritablement souhaité.
De même, Philippe Masson rapporte qu'Hichens affiche un comportement particulièrement désagréable et insolent à l'égard des autres rescapés du canot, monopolisant les couvertures et le whisky. Lorsque le canot rejoint finalement le no 16 et qu'un chauffeur présent à bord de ce dernier change d'embarcation pour aider à ramer, le quartier-maître s'emporte. Et lorsque Margaret Brown décide de prendre la direction des opérations, il la couvre d'injures, avant que le chauffeur nouvellement arrivé le rappelle à l'ordre : « Vous rendez-vous compte que vous parlez à une femme ? » La légende s'empare bien vite de ces faits, et quelque temps plus tard, le récit veut que Brown ait brandi un révolver pour forcer Hichens à obtempérer, ce qui est totalement faux. Ces événements sont par la suite dépeints dans la comédie musicale L'Insubmersible Molly Brown dans les années 1960. Au petit matin, le canot est finalement recueilli par le Carpathia qui amène tous les rescapés du naufrage à New York.
Comme tous les membres d'équipage à l'exception des officiers et de quelques marins appelés à témoigner devant la commission sénatoriale sur le naufrage, Hichens doit ensuite rentrer au Royaume-Uni à bord du Lapland de la Red Star Line. Alors que le navire quitte le port, cependant, cinq marins du Titanic sont rappelés pour témoigner eux aussi, dont Hichens. Celui-ci raconte donc à la commission son expérience, tentant tant bien que mal de justifier son comportement. Il explique notamment qu'il ne voulait pas retourner vers le navire par crainte d'être aspiré lorsqu'il coulerait. Il dément également avoir utilisé le terme de « raides » (« stiffs ») pour désigner les corps des victimes.

### Après le naufrage: une fin de vie difficile
Après le naufrage, Hichens ne retrouve plus d'emploi comme quartier-maître. Les métiers qu'il occupe par la suite restent obscurs. Une version veut qu'il soit devenu maître de port en Afrique du Sud, mais il est certain qu'il n'a jamais occupé de fonction aussi élevée, et rien ne prouve qu'il soit jamais allé dans ce pays. Par ailleurs, il sert durant la Première Guerre mondiale et termine le conflit avec de très bons états de service.
Dans les années 1930, il achète à une connaissance un petit bateau à moteur, le Queen Mary, dont il compte se servir pour travailler comme affréteur. Il peine cependant à rembourser ses dettes. En 1931, sa femme et ses enfants partent vivre sans lui à Southampton. Lui-même erre sans trouver d'emploi et sombre dans l'alcoolisme. Désespéré, en 1933, il achète un révolver et décide de tuer l'homme qui lui avait vendu le bateau. Il échoue cependant et est emprisonné pendant quatre ans, durant lesquels il tente sans succès de se suicider.
Libéré en 1937, il meurt le 23 septembre 1940 à bord du cargo English Trader, au large d'Aberdeen en Ecosse.

## Une erreur de navigation?

En 1912, on utilise encore les ordres de l'ancienne marine à voile : pour virer, on indique dans quelle direction on aurait poussé la barre de gouverne, donc l'inverse de celle où l'on veut aller. Selon Louise Patten, cela aurait entraîné une confusion de la part d'Hichens.

Fin septembre 2010, Robert Hichens apparaît à nouveau dans les journaux. Louise Patten, petite-fille du deuxième officier Charles Lightoller, écrit en effet un livre remettant en cause la version officielle des événements. Selon elle, le naufrage du Titanic serait dû à une erreur de navigation de la responsabilité du quartier-maître. Elle explique que la marine connaissait à l'époque du Titanic une transition entre les barres de gouverne et les roues de gouvernail. Or, le système de commande et les ordres diffèrent. Avec un timon, qui est une perche, la barre doit être emmenée dans la direction opposée à celle voulue pour le navire. Pour virer sur bâbord, on demandera à mettre la barre à tribord, et inversement. L'invention de la roue de gouvernail simplifie les choses, puisqu'elle fonctionne comme un volant de voiture : on la tourne du côté où le navire doit tourner. Cependant, par habitude, les ordres restent les mêmes dans la marine britannique jusque dans les années 1930.
Pour Louise Patten, Hichens aurait débuté sur des navires gouvernés par un timon, avant de passer à la navigation à roue de gouvernail. Selon elle, en effet, le Titanic serait l'un des premiers navires à être équipé d'une roue à tourner dans le sens où doit tourner le navire. Le quartier-maître, dans l'urgence, se serait trompé, et le premier officier Murdoch aurait fait perdre un temps précieux en tentant d'inverser la manœuvre. Patten ajoute également que le président de la compagnie, Joseph Bruce Ismay, aurait immédiatement ordonné au commandant Edward Smith de continuer sa route, accentuant les dégâts causés au navire. Son grand-père n'aurait jamais mentionné ces faits en public par sens de l'honneur, et pour ne pas embarrasser la White Star Line.
Plusieurs points infirment cependant cette théorie, et laissent à penser que Patten ment. En effet, les roues de gouvernail similaires à celles du Titanic existaient alors depuis plusieurs siècles et étaient très répandues dans la marine. Aucun changement technologique dans ce domaine n'avait eu lieu dans les dernières décennies. Lors des faits, Hichens n'a donc eu aucun moment d'hésitation et, lorsque Murdoch a demandé que la barre soit mise à tribord toute, il fait bien virer le Titanic à bâbord. Par ailleurs, le Titanic a effectivement repris une marche en avant lente peu après la collision, le quatrième officier Joseph Boxhall ayant rapporté à Smith que les dégâts étaient très légers. Le navire est rapidement stoppé, cependant, lorsqu'il apparaît que le navire gîte légèrement sur tribord. Tout ceci se passe avant même qu'Ismay ait été mis au courant des faits, et en l'absence de Lightoller. Comme conclut l'historien de la marine Kent Layton, « Il est très dangereux de se reposer sur un témoignage — de seconde main dans ce cas précis — venant d'une seule personne, car les souvenirs peuvent être embrumés par des années de retour mental sur les événements. »